# Општина Негрешти (Њамц)
Негрешти (рум. Negreşti) општина је у Румунији у округу Њамц.
Oпштина се налази на надморској висини од 473 m.

## Становништво

### Хронологија
| Година       | 2005 | 2006 | 2007 | 2008 | 2009 | 2010 | 2011 | 2012 | 2013 | 2014 | 2015 | 2016 | 2017 |
| ------------ | ---- | ---- | ---- | ---- | ---- | ---- | ---- | ---- | ---- | ---- | ---- | ---- | ---- |
| Становништво | 1858 | 1876 | 1951 | 1968 | 1950 | 1934 | 1952 | 1946 | 1918 | 1901 | 1878 | 1854 | 1849 |